# 동구·북구 (대구 선거구)
동구·북구는 대한민국의 옛 국회의원 선거구이다. 당시 대구직할시 동구와 북구 지역을 관할했다.

## 역사
1981년 7월 1일을 기해 대구시가 대구직할시로 승격되면서 경상북도에서 분리되었다. 이에 대구시 동구·북구 선거구가 대한민국 제12대 국회의원 선거를 앞두고 동구·북구 선거구로 개편되었다. 또한 1981년 7월 1일, 경산군 안심읍과 달성군 공산면이 동구에, 칠곡군 칠곡읍이 북구에 새롭게 편입되면서 제12대 국회의원 선거를 앞두고 해당 지역들이 동구·북구 선거구 관할 지역으로 새롭게 편입되었다.
대한민국 제13대 국회의원 선거를 앞두고 선거구 제도가 소선거구제로 회귀했다. 이에 따라 동구·북구 선거구는 동구, 북구 선거구로 나뉘게 되면서 폐지되었다.

## 역대 국회의원
| 선거   | 정당 | 정당       | 1위 의원 | 정당 | 정당       | 2위 의원 |
| ------ | ---- | ---------- | -------- | ---- | ---------- | -------- |
| 1985년 |      | 민주정의당 | 김용태   |      | 민주한국당 | 목요상   |

## 역대 선거 결과

### 대한민국 제12대 국회의원 선거
|  | 35.68% |

|  | 28.86% |

|  | 27.88% |

|  | 7.55% |